# Abbaye du Calvaire de La Fère
Ne doit pas être confondu avec Abbaye Notre-Dame du Calvaire.
L'abbaye du Calvaire de La Fère ou Notre-Dame de Pitié du Mont du Calvaire est une ancienne abbaye de bénédictines fondée au XVIe siècle à La Fère (Aisne).

## Histoire
L'abbaye aurait été fondée en 1518,  sur la colline du calvaire avec des religieuses venant de l'abbaye Notre-Dame d'Yerres.
Pendant le siège de La Fère par Henri IV, en 1595, l'abbaye est détruite. Henri IV lui fait don de reliques conservées en son château de La Fère. Elle est transférée en 1598 et réunie avec une abbaye de moniales augustiniennes située en ville.
Au cours du XVIIe siècle, les difficultés s'accumulent pour l'abbaye. En 1645, l'abbesse Marie d'Augsbourg réussit à imposer de nouveau la clôture à des religieuses dont les mœurs s'étaient quelque peu relâchées. Les difficultés financières contraignent les religieuses à accueillir un pensionnat de jeunes filles jusqu'à la Révolution française. 
Le 13 février 1790, l'Assemblée constituante prononce l'abolition des vœux monastiques et la suppression des congrégations religieuses. L'abbaye est fermée. En 1791, les huit religieuses qui y vivaient encore sont contraintes de se disperser.
Les vestiges de l'abbaye subsistèrent jusqu'à la Première Guerre mondiale où ils furent totalement détruits.

## Abbesses
Les abbesses sont appelées Madame.

### Abbesses commendataires
À partir du Concordat de Bologne, commence la série des abbesses commendataires et seigneurs temporels, nommé par le roi :
- 1529 : Catherine ou Marguerite de Saint-Benoit (†1533), venant de l'abbaye du Val-de-Gif[5].
- 1538-1539 : Catherine de Bourbon (1525 †1594), fille de Charles IV de Bourbon, puis abbesse de Notre-Dame de Soissons en 1539.
- ~1580 : Gabrielle d'Amerval[6].
- ~1595 : Françoise d'Aubourg, abbesse pendant le siège de La Fère[2].
- ~1640 : Marie d'Aubourg, nièce de la précédente
- 1694 : Magdelaine Jaqueline de Bousies, religieuse de l'abbaye de Messines[7].
- ~1780 : Desfossez de Fay, dame de Danizy, de Maucier[8].
- .... - 1791 : Elisabeth de Mauclair

## Patrimoine foncier
En 1535, Marie de Luxembourg donne une maison, des terres et des vignes, à Vendeuil. Aucun cens ne charge la fondation qu’a faite Marie de Luxembourg.
Les religieuses du Calvaire possédaient des biens dans la censive et seigneurie du roi et du duc de Mazarin.
L'abbaye possédait des biens à Beautor, Villers-Saint-Christophe.